# Muscolo temporale
Il muscolo temporale è uno dei muscoli masticatori. Esso è cioè coinvolto nei movimenti della masticazione e, più precisamente, ha la funzione di elevare la mandibola.
Origina dalla superficie della fossa temporale ed in particolare dalla linea temporale inferiore, dalla faccia profonda della porzione superiore della fascia temporale e con alcune fibre dalla faccia mediale dell'arcata zigomatica. Si inserisce con un robusto tendine al processo coronoideo mandibolare. È ricoperto dalla fascia temporale che si divide in prossimità dell’arcata zigomatica in foglietto mediale e laterale, e viene innervato dal nervo trigemino.

## Struttura
Origina dalla fossa temporale e dalla parte profonda della fascia temporale. Passa medialmente all'arcata zigomatica e si inserisce sulla parte mediale del processo coronoideo della mandibola.
Sono presenti due tipi di inserzioni: ossee ed aponeurotiche. 
Inserzioni ossee: hanno luogo nella fossa temporale, delimitata in alto dalla linea temporale inferiore dell’osso parietale e dalla linea temporale dell’osso frontale, ed in basso dalla cresta sottotemporale della grande ala dello sfenoide e dalla doccia corrispondente al margine superiore dell’arcata zigomatica. 
Inserzioni aponeurotiche: a livello dei 2/3 superiori della faccia profonda dell’osso temporale.
Il muscolo temporale è coperto dalla fascia temporale, conosciuta anche con il nome di aponeurosi temporale.
Presenta tre fasci muscolari:
- fasci anteriori (rappresentano la maggior parte del muscolo e sono verticali)
- fasci della porzione intermedia (presentano obliquità intermedia)
- fasci posteriori (decorrono orizzontalmente in avanti per incurvarsi quindi bruscamente verso il basso, davanti l'eminenza articolare, per prendere inserzione sulla mandibola)

## Innervazione
Come tutti quanti gli altri muscoli masticatori, il controllo del muscolo temporale proviene dal terzo ramo del nervo trigemino. In modo particolare, il muscolo temporale è innervato dai nervi temporali profondi.

## Azioni
Il muscolo temporale, tipicamente posturale, ha un'azione diversa in base alla contrazione dei fasci anteriori, prettamente elevatori, o dei fasci posteriori. La disposizione di questi ultimi consente un movimento di retrususione mandibolare qualora la contrazione sia bilaterale, oppure contribuisce all'abduzione mandibolare se la contrazione è unilaterale. 

## Palpazione
Il muscolo può essere palpato posizionando le dita sulle tempie (sulla parte laterale della testa, appena un po' a lato del sopracciglio), mentre chiude e schiude la bocca.

## Altre immagini

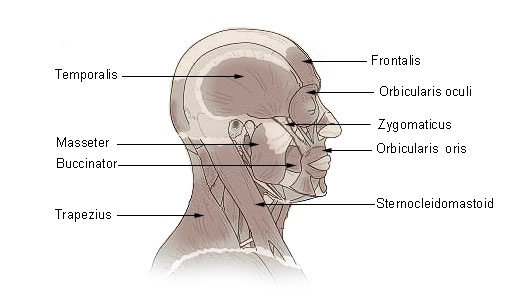
Muscoli della testa e del collo.
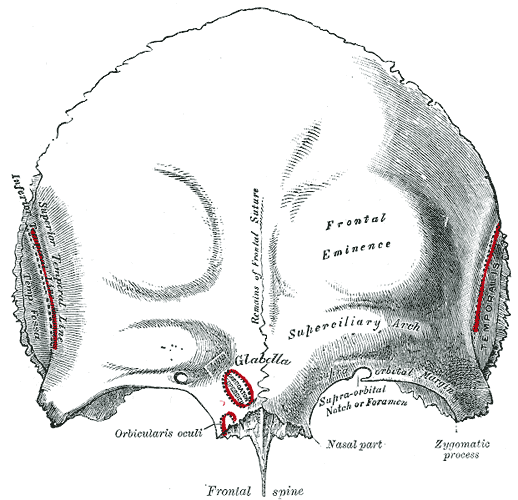
Osso frontale. Superficie esterna.
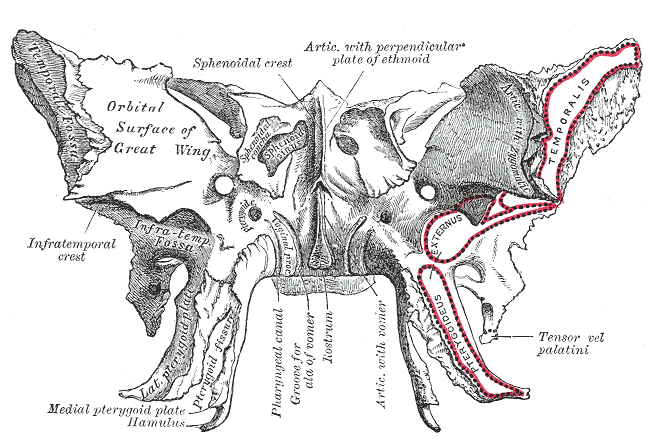
Osso sfenoide. Superfici anteriore e inferiore.
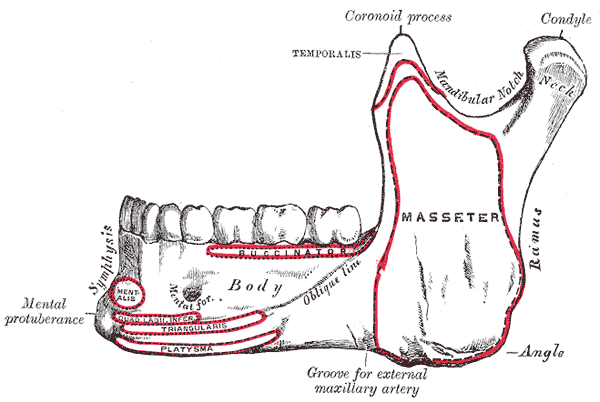
Mandibola. Superficie esterna. Visione laterale.
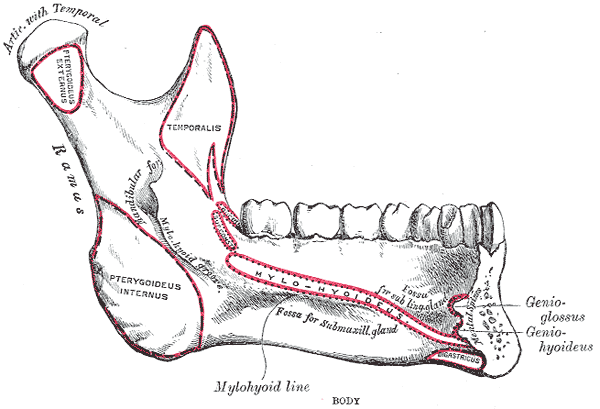
Mandibola. Superficie interna. Visione laterale.
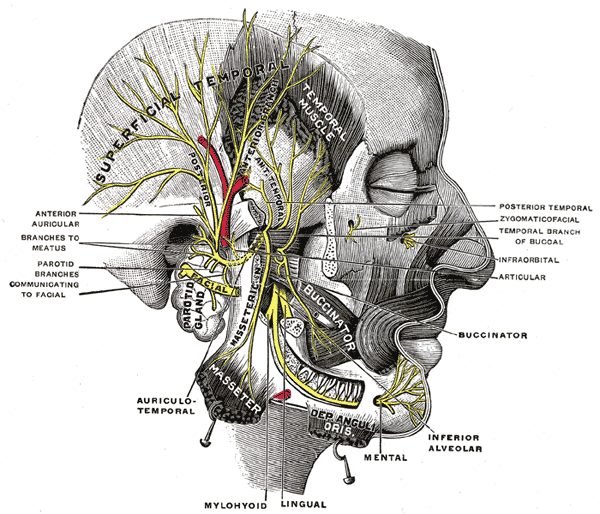
Suddivisione mandibolare del nervo trifaciale.